# Sandfloegga
La Sandfloegga o Sandfloeggi és una muntanya situada al municipi d'Odda, al sud-est del comtat de Vestland, Noruega. Es troba a la part sud del gran altiplà de Hardangervidda. Fa 1.721 metres d'altura i es troba dins del Parc Nacional de Hardangervidda, a uns 10 quilòmetres al nord de la ruta europea E134.
Des del cim s'observa la glacera Folgefonna al nord-oest, la muntanya d'Hårteigen al nord, la serralada de Hallingskarvet al nord-est, i la muntanya de Gaustatoppen a l'est.